# Philippe Oddo

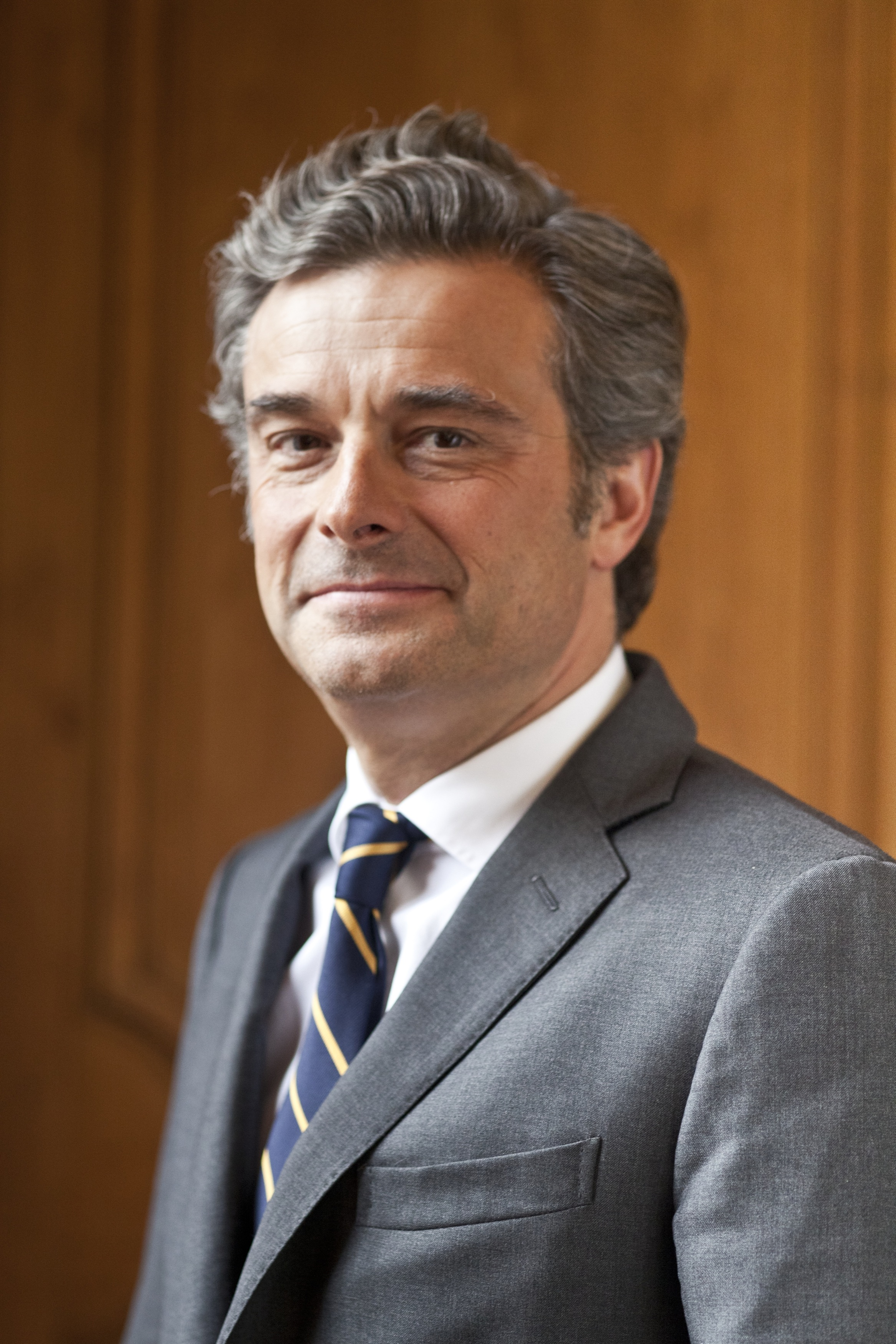
Philippe Oddo

Philippe Oddo (Parigi, 26 settembre 1959) è un banchiere francese, socio dirigente del gruppo ODDO BHF.

## Biografia
Philippe Oddo è figlio di Bernard Oddo, agente di cambio, e di Colette Rathery. Il generale Paul Oddo era suo zio.
Philippe Oddo ha compiuto i suoi studi presso la scuola Saint-Martin de France a Pontoise e si è laureato all'École des hautes études commerciales de Paris (HEC) nel 1984. Ha anche studiato presso l'Università Paris-Dauphine, l'Università di New York et l'Università di Colonia in Germania.
Ha iniziato a lavorare presso Oddo & Cie nel 1984, diventando poi socio dirigente nel 1987.
Alla guida del gruppo, Philippe Oddo ha diversificato le attività della banca, in particolare nei settori della banca privata e della banca d'affari. Ha condotto numerose operazioni di crescita esterna come l'acquisto di Delahaye Finances (1997), di Pinatton del Crédit Lyonnais Securities Europe o ancora della Banque d'Orsay e della Banque Robeco. 
Nel 2017, Philippe Oddo e la sua famiglia sono stati classificati al centounesimo posto dei patrimoni francesi dalla rivista  Challenges con un capitale di 800 milioni di euro.
Phillipe Oddo è membro del circolo Le Siècle.

## Altre responsabilità
- Vice-presidente del Mouvement des entreprises de taille intermédiaire (METI)[14]
- Amministratore della Fondazione per la Ricerca sull'Alzheimer (IFRAD)[15]
- Membro del Consiglio d'Amministrazione della Fondazione Bettencourt-Schueller (dal dicembre 2011)[16]